# Merry Christmas (album Binga Crosby’ego)
Merry Christmas – kompilacyjny album muzyczny Binga Crosby’ego z muzyką bożonarodzeniową, wydany w 1945 roku przez wytwórnię Decca Records. Album ten był wydawany ponownie, m.in. w 1947 roku.
Album został wydany ponownie w 2014 roku na płytę CD pod nazwą White Christmas i został poszerzony o kilka dodatkowych utworów.

## Lista utworów (edycja 78 obr./min, 1945 r.)
Wydanie albumu Decca A-403 z 1945 roku składało się z wcześniej wydanych utworów na płytach 78 obr./min:
| 1.  | „Silent Night”                                          | 2:40  |
|     |                                                         |       |
| 2.  | „Adeste Fideles”                                        | 3:08  |
|     |                                                         |       |
| 3.  | „White Christmas”                                       | 2:58  |
|     |                                                         |       |
| 4.  | „Let’s Start the New Year Right”                        | 2:33  |
|     |                                                         |       |
| 5.  | „I’ll Be Home for Christmas”                            | 2:34  |
|     |                                                         |       |
| 6.  | „Danny Boy”                                             | 3:11  |
|     |                                                         |       |
| 7.  | „Faith of Our Fathers”                                  | 2:52  |
|     |                                                         |       |
| 8.  | „God Rest Ye Merry, Gentlemen”                          | 2:16  |
|     |                                                         |       |
| 9.  | „Jingle Bells” (z The Andrews Sisters)                  | 2:33  |
|     |                                                         |       |
| 10. | „Santa Claus Is Comin’ to Town” (z The Andrews Sisters) | 2:39  |
|     |                                                         |       |
|     |                                                         | 27:24 |
|     |                                                         |       |

## Lista utworów (edycja LP, 1955 r.)
Strona pierwsza
1. „Silent Night”
2. „Adeste Fideles (Oh, Come, All Ye Faithful)”
3. „White Christmas”
4. „God Rest Ye Merry Gentlemen”
5. „Faith Of Our Fathers”
6. „I'll Be Home for Christmas”

Strona druga
1. „Jingle Bells” (z The Andrews Sisters)
2. „Santa Claus Is Coming to Town” (z The Andrews Sisters)
3. „Silver Bells” (z Carol Richards)
4. „It's Beginning to Look a Lot Like Christmas”
5. „Christmas in Killarney”
6. „Mele Kalikimaka” (z The Andrews Sisters)

## Lista utworów (edycja CD, 2014 r. –White Christmas)
1. „The Christmas Song”
2. „Jingle Bells”
3. „Silent Night, Holy Night”
4. „God Rest Ye Merry Gentlemen”
5. „Let It Snow, Let It Snow, Let It Snow”
6. „I'll Be Home For Christmas”
7. „Adeste Fideles”
8. „White Christmas”
9. „Joy to the World”
10. „The First Noel”
11. „Good King Wenceslas”
12. „Away In a Manger”
13. „Deck the Halls”
14. „O Little Town of Bethlehem”
15. „Silver Bells”